# بكتيريا الجنبة الشائكة القدمية
بكتيريا الجنبة الشائكة القدمية (بالإنجليزية: Acanthopleuribacter pedis)‏ هي نوع من البكتيريا، سلبية الغرام.